# Kamer van volksvertegenwoordigers (samenstelling 1894-1898)

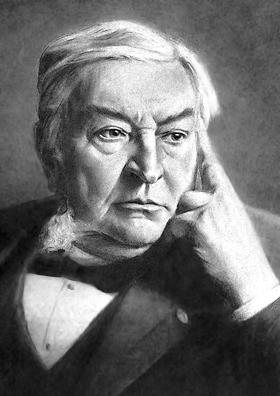
Auguste Beernaert, voordien regeringsleider, nu parlementsvoorzitter

De lijst van leden van de Belgische Kamer van volksvertegenwoordigers van 1894 tot 1898. De Kamer van volksvertegenwoordigers telde toen 152 leden. Het nationale kiesstelsel was in die periode gebaseerd op algemeen meervoudig stemrecht, volgens een systeem van een meerderheidsstelsel, gecombineerd met een districtenstelsel. Naargelang opleiding, cijns die men betaalde of een combinatie van beide kregen alle mannelijke Belgen van 25 jaar en ouder respectievelijk één, twee of drie stemmen.
De 20ste legislatuur van de Kamer van volksvertegenwoordigers liep van 13 november 1894 tot 5 mei 1898 en volgde uit de verkiezingen van 14 oktober 1894. Bij deze verkiezingen werden 152 parlementsleden verkozen in alle kieskringen. Op 5 juli 1896 vonden tussentijdse verkiezingen plaats, waarbij 76 parlementsleden verkozen werden. Dit was het geval in de kieskringen Antwerpen, Mechelen, Turnhout, Brussel, Nijvel, Leuven, Aarlen, Marche, Bastenaken, Neufchâteau, Virton, Namen, Dinant, Philippeville, Brugge, Kortrijk, Ieper, Roeselare, Tielt, Veurne, Diksmuide en Oostende.
Tijdens deze legislatuur waren achtereenvolgens de regering-De Burlet (maart 1894 - februari 1896) en de regering-De Smet de Naeyer I (februari 1896 - januari 1899) in functie. Dit waren beiden katholieke meerderheden. De oppositie bestond dus uit de liberalen, de socialisten en de daensisten.

## Zittingen
In de 20ste zittingsperiode (1894-1898) vonden vier zittingen plaats. Van rechtswege kwamen de Kamers ieder jaar bijeen op de tweede dinsdag van november.
| Zitting                | Opening          | Sluiting         |
| ---------------------- | ---------------- | ---------------- |
| 1ste zitting 1894-1895 | 13 november 1894 | 6 september 1895 |
| 2de zitting 1895-1896  | 12 november 1895 | 25 juni 1896     |
| 3de zitting 1896-1897  | 10 november 1896 | 3 november 1897  |
| 4de zitting 1897-1898  | 9 november 1897  | 6 mei 1898       |

## Samenstelling
| Begin legislatuur (1894) | Begin legislatuur (1894) | Begin legislatuur (1894) | Einde legislatuur (1898) | Einde legislatuur (1898) | Einde legislatuur (1898) |
| Fractie                  | Fractie                  | Zetels                   | Fractie                  | Fractie                  | Zetels                   |
| ------------------------ | ------------------------ | ------------------------ | ------------------------ | ------------------------ | ------------------------ |
|                          | Katholieken              | 103                      |                          | Katholieken              | 109                      |
|                          | Socialisten              | 28                       |                          | Socialisten              | 29                       |
|                          | Liberalen                | 20                       |                          | Liberalen                | 13                       |
|                          | Daensisten               | 1                        |                          | Daensisten               | 1                        |

Wijzigingen in fractiesamenstelling:
- Na het overlijden van de liberaal Louis Cambier eind 1894 werd de socialist Nicolas Berloz verkozen tot zijn opvolger.
- Na het ontslag van de liberaal Armand Anspach-Puissant in 1895 werd de katholiek Charles-Maximilien Bailly verkozen tot zijn opvolger.
- Bij de tussentijdse verkiezingen van 1896 verloren de liberalen vijf zetels. In het plaats werden vijf katholieken verkozen.

## Lijst van de volksvertegenwoordigers
| Volksvertegenwoordiger               | Partij    | Kieskring     | Opmerkingen |
| ------------------------------------ | --------- | ------------- | --- |
| Edouard Biart                        | Katholiek | Antwerpen     | |
| Edward Coremans                      | Katholiek | Antwerpen     | |
| Auguste Delbeke                      | Katholiek | Antwerpen     | |
| Jean-Baptiste De Winter              | Katholiek | Antwerpen     | |
| Emile Van Reeth                      | Katholiek | Antwerpen     | Vervangt vanaf 10 november 1896 Eugène Meeus, die niet meer opkwam bij de tussentijdse verkiezingen. |
| Louis Van den Broeck                 | Katholiek | Antwerpen     | |
| Maurice de Ramaix                    | Katholiek | Antwerpen     | |
| Charles Ullens de Schooten           | Katholiek | Antwerpen     | |
| Jacques Van den Bemden               | Katholiek | Antwerpen     | |
| Julien Koch                          | Katholiek | Antwerpen     | |
| Florimond Heuvelmans                 | Katholiek | Antwerpen     | |
| Albert Alexandre Lefebvre            | Katholiek | Mechelen      | |
| Edouard De Cocq                      | Katholiek | Mechelen      | Vervangt vanaf 10 november 1896 François Broers, die niet meer opkwam bij de tussentijdse verkiezingen. |
| Florent Van Cauwenbergh              | Katholiek | Mechelen      | |
| Victor Emile Fris                    | Katholiek | Mechelen      | |
| Charles de Broqueville               | Katholiek | Turnhout      | |
| Henri de Merode-Westerloo            | Katholiek | Turnhout      | Vervangt vanaf 10 november 1896 de overleden Jean-Baptiste Coomans. Daarvoor was de Merode-Westerloo volksvertegenwoordiger voor de kieskring Brussel.                                                         |
| Petrus Dierckx                       | Katholiek | Turnhout      | |
| Henri Carton de Wiart                | Katholiek | Brussel       | Vervangt vanaf 10 november 1896 Henri de Merode-Westerloo, die volksvertegenwoordiger voor de kieskring Turnhout wordt.                                                                                        |
| Henri Colfs                          | Katholiek | Brussel       | |
| Edmond Nerincx                       | Katholiek | Brussel       | |
| Jules Renkin                         | Katholiek | Brussel       | Vervangt vanaf 10 november 1896 François Lauters, die niet meer opkwam bij de tussentijdse verkiezingen. |
| Edmond Mesens                        | Katholiek | Brussel       | |
| Camille De Jaer                      | Katholiek | Brussel       | |
| Frédéric De Bontridder               | Katholiek | Brussel       | |
| Julien Van Der Linden                | Katholiek | Brussel       | |
| Jean Bilaut                          | Katholiek | Brussel       | |
| Juliaan De Vriendt                   | Katholiek | Brussel       | |
| Jules de Borchgrave                  | Katholiek | Brussel       | Secretaris. |
| Hippolyte d'Ursel                    | Katholiek | Brussel       | |
| Eugène Fichefet                      | Katholiek | Brussel       | |
| Edouard Gilliaux                     | Katholiek | Brussel       | |
| Alphonse Hemeleers                   | Katholiek | Brussel       | |
| Léon de Somzée                       | Katholiek | Brussel       | Vervangt vanaf 10 november 1896 Octave Le Sergeant d'Hendecourt, die niet meer opkwam bij de tussentijdse verkiezingen.                                                                                        |
| Léon Théodor                         | Katholiek | Brussel       | |
| Charles Mousset                      | Katholiek | Brussel       | |
| Frans Schollaert                     | Katholiek | Leuven        | |
| Jules de Trooz                       | Katholiek | Leuven        | |
| Léon Rosseeuw                        | Katholiek | Leuven        | |
| Albert Nyssens                       | Katholiek | Leuven        | |
| Edouard De Néeff                     | Katholiek | Leuven        | |
| Joseph-Adrien Beeckman               | Katholiek | Leuven        | |
| Georges Snoy                         | Katholiek | Nijvel        | Ondervoorzitter. |
| Jules Melchior Brabant               | Katholiek | Nijvel        | Vervangt vanaf 10 november 1896 Emile Henricot (Liberaal), die bij de tussentijdse verkiezingen niet herkozen raakte.                                                                                          |
| Emile de Lalieux de La Rocq          | Katholiek | Nijvel        | Vervangt vanaf 10 november 1896 Auguste Boucher (Liberaal), die bij de tussentijdse verkiezingen niet herkozen raakte.                                                                                         |
| Louis Stouffs                        | Katholiek | Nijvel        | Vervangt vanaf 10 november 1896 Léon Jourez (Liberaal), die bij de tussentijdse verkiezingen niet herkozen raakte.                                                                                             |
| Amedée Visart de Bocarmé             | Katholiek | Brugge        | |
| Adolphe Declercq                     | Katholiek | Brugge        | |
| Alfred Ronse                         | Katholiek | Brugge        | |
| Julien Liebaert                      | Katholiek | Kortrijk      | |
| Pierre Tack                          | Katholiek | Kortrijk      | Ondervoorzitter tot 9 november 1897. |
| Auguste Reynaert                     | Katholiek | Kortrijk      | |
| Jules Vandenpeereboom                | Katholiek | Kortrijk      | |
| Auguste Hamman                       | Katholiek | Oostende      | |
| Jules Vanderheyde                    | Katholiek | Oostende      | Vervangt vanaf 10 november 1896 Paul Carbon, die niet meer opkwam bij de tussentijdse verkiezingen. Carbon zelf verving vanaf 2 augustus 1895 de overleden Jules Carbon.                                       |
| Théophile de Lantsheere              | Katholiek | Diksmuide     | Parlementsvoorzitter tot 25 januari 1895. |
| Léon Visart de Bocarmé               | Katholiek | Veurne        | Quaestor. |
| Auguste Beernaert                    | Katholiek | Tielt         | Parlementsvoorzitter vanaf 30 januari 1895. |
| Maurice Van der Bruggen              | Katholiek | Tielt         | |
| Fernand de Jonghe d'Ardoye           | Katholiek | Roeselare     | Quaestor. |
| Adrien Spillebout                    | Katholiek | Roeselare     | |
| René Colaert                         | Katholiek | Ieper         | |
| Félix Van Merris                     | Katholiek | Ieper         | Vervangt vanaf 10 november 1896 Félix Berten, die niet meer opkwam bij de tussentijdse verkiezingen. |
| Henri Iweins d'Eeckhoutte            | Katholiek | Ieper         | |
| Charles Woeste                       | Katholiek | Aalst         | |
| Vincent Diericx                      | Katholiek | Aalst         | |
| Louis De Sadeleer                    | Katholiek | Aalst         | Secretaris tot 9 november 1897 en ondervoorzitter vanaf 9 november 1897. |
| Adolf Daens                          | Daensist  | Aalst         | Vervangt vanaf 13 december 1894 Victor Van Wambeke (Katholiek), wiens verkiezing ongeldig werd verklaard. |
| Paul Raepsaet                        | Katholiek | Oudenaarde    | |
| Louis Thienpont                      | Katholiek | Oudenaarde    | |
| Ephrem De Malander                   | Katholiek | Oudenaarde    | |
| Paul de Smet de Naeyer               | Katholiek | Gent          | |
| Victor Begerem                       | Katholiek | Gent          | |
| Achille Albert Eeman                 | Katholiek | Gent          | |
| Arthur Ligy                          | Katholiek | Gent          | |
| Justin Van Cleemputte                | Katholiek | Gent          | |
| Jules Maenhaut van Lemberge          | Katholiek | Gent          | |
| Auguste Huyshauwer                   | Katholiek | Gent          | Secretaris vanaf 9 november 1897. |
| Eugène De Guchtenaere                | Katholiek | Gent          | |
| Louis de Hemptinne                   | Katholiek | Gent          | |
| Arnold t'Kint de Roodenbeke          | Katholiek | Eeklo         | |
| Alfons Janssens                      | Katholiek | Sint-Niklaas  | |
| Auguste Raemdonck van Megrode        | Katholiek | Sint-Niklaas  | |
| Stanislas Verwilghen                 | Katholiek | Sint-Niklaas  | |
| Joseph Nicolas Van Naemen            | Katholiek | Sint-Niklaas  | |
| Léon De Bruyn                        | Katholiek | Dendermonde   | |
| Emile Tibbaut                        | Katholiek | Dendermonde   | Vervangt vanaf 18 januari 1898 de overleden Philippe De Kepper. |
| Gustave Vanden Steen                 | Katholiek | Dendermonde   | |
| Léopold Fagnart                      | Socialist | Charleroi     | |
| Emile Vandervelde                    | Socialist | Charleroi     | |
| Jules Destrée                        | Socialist | Charleroi     | |
| Pierre Lambillotte                   | Socialist | Charleroi     | |
| Léon Furnémont                       | Socialist | Charleroi     | |
| Jean Caeluwaert                      | Socialist | Charleroi     | |
| Henri Léonard                        | Socialist | Charleroi     | |
| Ferdinand Cavrot                     | Socialist | Charleroi     | |
| Léon Defuisseaux                     | Socialist | Bergen        | |
| Arthur Bastien                       | Socialist | Bergen        | |
| Henri Roger                          | Socialist | Bergen        | |
| Alphonse Brenez                      | Socialist | Bergen        | |
| Alfred Defuisseaux                   | Socialist | Bergen        | |
| Aurèle Maroille                      | Socialist | Bergen        | |
| Louis Bertrand                       | Socialist | Zinnik        | |
| Jules Mansart                        | Socialist | Zinnik        | |
| Oscar Paquay                         | Socialist | Zinnik        | |
| Joseph Hecq                          | Katholiek | Doornik       | |
| Henri Duquesne Watelet de la Vinelle | Katholiek | Doornik       | |
| Joseph Hoÿois                        | Katholiek | Doornik       | |
| Edmond Moyart                        | Katholiek | Doornik       | |
| Léon Cambier                         | Katholiek | Aat           | |
| Edouard Jean de Rouillé              | Katholiek | Aat           | Secretaris. |
| Charles-Maximilien Bailly            | Katholiek | Thuin         | Vervangt vanaf 28 mei 1895 Armand Anspach-Puissant (Liberaal), die uit protest tegen de goedkeuring van een aanpassing van de gemeentekieswet ontslag neemt. Anspach-Puissant was secretaris tot 3 april 1895. |
| Georges Warocqué                     | Liberaal  | Thuin         | Secretaris vanaf 12 november 1895. |
| Nicolas Berloz                       | Socialist | Thuin         | Vervangt vanaf 22 januari 1895 de overleden Louis Cambier (Liberaal). |
| Emile Mouton                         | Liberaal  | Hoei          | |
| Joseph Warnant                       | Liberaal  | Hoei          | |
| Dominique Pitsaer                    | Katholiek | Borgworm      | Vervangt vanaf 12 oktober 1897 de overleden Hyacinthe Eugène Cartuyvels. |
| Dieudonné Alfred Ancion              | Katholiek | Borgworm      | |
| Charles Magnette                     | Liberaal  | Luik          | |
| Léon Brouwier                        | Liberaal  | Luik          | |
| Paul Heuse                           | Liberaal  | Luik          | |
| Ferdinand Fléchet                    | Liberaal  | Luik          | |
| Émile Jeanne                         | Liberaal  | Luik          | |
| Hector Denis                         | Socialist | Luik          | |
| Célestin Demblon                     | Socialist | Luik          | |
| Edward Anseele                       | Socialist | Luik          | |
| Joseph Wettinck                      | Socialist | Luik          | |
| Jean-Baptiste Schinler               | Socialist | Luik          | |
| Paul Smeets                          | Socialist | Luik          | |
| Thomas Niézette                      | Socialist | Verviers      | |
| Jean Dauvister                       | Socialist | Verviers      | |
| Adolphe Gierkens                     | Socialist | Verviers      | |
| Jean Malempré                        | Socialist | Verviers      | |
| Clément Cartuyvels                   | Katholiek | Hasselt       | |
| Albert de Theux de Meylandt          | Katholiek | Hasselt       | |
| Adrien de Corswarem                  | Katholiek | Hasselt       | |
| Joris Helleputte                     | Katholiek | Maaseik       | |
| Joseph Indekeu                       | Katholiek | Tongeren      | |
| Camille Desmaisières                 | Katholiek | Tongeren      | |
| Emile Van Hoorde                     | Katholiek | Bastenaken    | |
| Camille Ozeray                       | Liberaal  | Aarlen        | |
| Paul de Favereau                     | Katholiek | Marche        | |
| Winand Heynen                        | Katholiek | Neufchâteau   | |
| Georges Lorand                       | Liberaal  | Virton        | |
| Charles Mincé du Fontbaré            | Katholiek | Philippeville | Vervangt vanaf 10 november 1896 Stéphane Mineur (Liberaal), die bij de tussentijdse verkiezingen niet herkozen raakte.                                                                                         |
| Léon Hubert                          | Katholiek | Philippeville | Vervangt vanaf 10 november 1896 Félix Palante (Liberaal), die bij de tussentijdse verkiezingen niet herkozen raakte. Palante was secretaris van 3 tot 4 juli 1895.                                             |
| Paul Marie Delvaux                   | Katholiek | Dinant        | |
| Jules de Montpellier d'Annevoie      | Katholiek | Dinant        | |
| Joseph Bodart                        | Liberaal  | Namen         | Vervangt vanaf 10 november 1896 Louis Ronvaux, die niet meer opkwam bij de tussentijdse verkiezingen. |
| Léopold Gillard                      | Liberaal  | Namen         | |
| Eugène Hambursin                     | Liberaal  | Namen         | |
| Gustave Defnet                       | Socialist | Namen         | |